# Белья Віста
«Атлетіко Белья Віста» (ісп. Club Atlético Bella Vista) — уругвайський футбольний клуб із міста Монтевідео, зазвичай відомий просто як «Белья Віста». Заснований 4 жовтня 1920 року. Домашні ігри клуб проводить на стадіоні «Парк Хосе Насассі», який вміщує 15 000 глядачів.